# Psettina iijimae
Psettina iijimae es una especie de pez de la familia Bothidae en el orden de los Pleuronectiformes.

## Hábitat
Es un pez de mar.

## Morfología
• Pueden llegar alcanzar los 8,5 cm de longitud total.

## Distribución geográfica
Se encuentra en las  costas del sur del Japón, sur de Indonesia y noroeste de Australia.